# Plenoptische camera

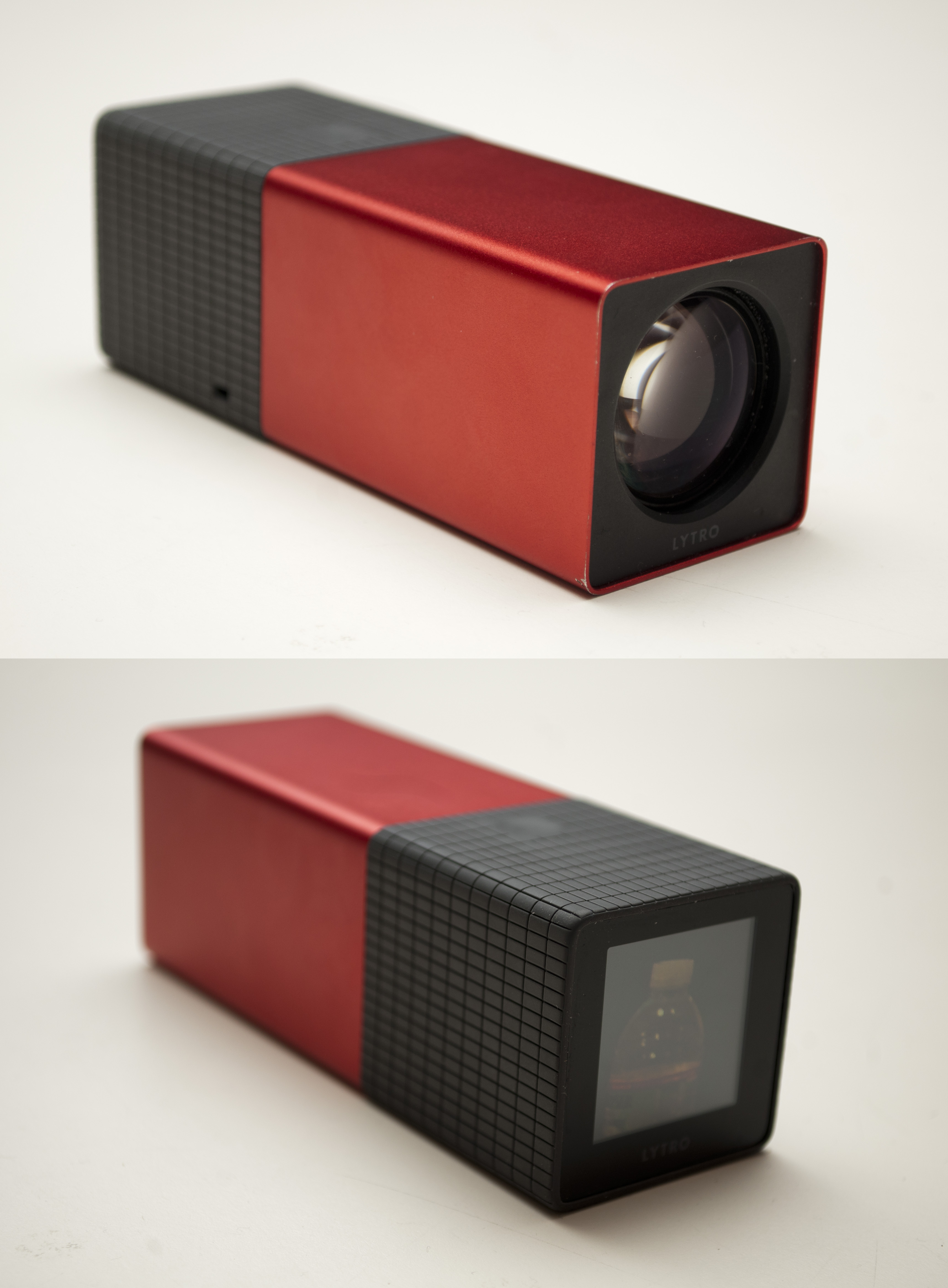
Plenoptische camera van Lytro

Een plenoptische camera of lichtveldcamera is een soort camera die het vierdimensionale lichtveld van een scène kan opnemen. Dit in tegenstelling tot een conventionele camera, die slechts tweedimensionale beelden maakt. Bij een vierdimensionaal lichtveld zijn niet alleen de positie en de intensiteit van een lichtstraal op de beeldsensor bekend, maar ook de richting vanwaaruit het licht is ingevallen. Dit is mogelijk dankzij een raster van microlenzen vóór de beeldsensor. Het woord plenoptisch is afgeleid van het Latijnse plenus (vol, volledig) en het Griekse οψις opsis (het zien).
Het bijzondere van de plenoptische camera is dat de maximale scherptediepte zeer hoog is, dat er niet op scherpstelling hoeft te worden gewacht, en dat de scherpstelafstand achteraf kan worden aangepast. Uit de beeldgegevens kan ook diepte-informatie worden afgeleid, zodat een plenoptische camera ook geschikt is als 3D-camera.

## De plenoptische functie
De verdeling van de stralingsdichtheid langs de lichtstralen die in een gedeelte van de driedimensionale ruimte statische door niet in de tijd veranderende lichtbronnen wordt gegenereerd, noemt men de plenoptische functie. De plenoptische functie is een geïdealiseerde functie die in de beeldverwerking en de computergraphics wordt gebruikt om een beeld vanuit elke willekeurige richting en op elk tijdstip te beschrijven. Deze functie wordt niet praktisch gebruikt, maar hij is zinvol om verschillende andere concepten  in de beeldverwerking en de computergraphics te begrijpen. Doordat rechte lijnen (stralen) in de driedimensionale ruimte door vier parameters kunnen worden beschreven, is deze functie vierdimensionaal. Er kunnen nog meer parameters meegenomen worden, zoals golflengte, polarisatiehoek en tijd, zodat er nog meer dimensies bij kunnen komen.

## Plenoptische camera
Een array van microlenzen wordt in het brandvlak van het cameraobjectief geplaatst. De beeldsensor zit op een kleine afstand daarachter. De verplaatsing van delen van het beeld die niet in focus liggen, kan worden geanalyseerd, en er kan diepte-informatie uit worden verkregen. Immers door het lensjesarray wordt elke lichtstraal nogmaals gebroken en tot een kegel uitgewaaierd, die op het sensoroppervlak een cirkel vormt. Hieraan is te zien uit welke richting de lichtstraal oorspronkelijk komt: een loodrecht invallende straal landt in het middelpunt van de cirkel, en een schuin invallende straal komt dichter bij de rand uit. Daaruit kan met behulp van software achteraf de scherpte opnieuw worden berekend, zodat net als bij een echt objektief de scherpstelling kan worden veranderd. De informatie uit een scène moet op meerdere beeldpunten worden afgebeeld zodat de informatie over de richting van de invallende straal gebruikt kan worden. Daardoor leidt deze methode tot een vermindering van de effectieve resolutie van de camerasensor.
In principe kan men beelden van een dergelijk camerasysteem dus achteraf op de computer herfocusseren, zoals uitgelegd door Ng en anderen Het nadeel van een dergelijk systeem is de lage resolutie van de uiteindelijke beelden. Daar elke microlens de lichtstraalrichtingen in één punt bemonstert, is een toename van het aantal pixels alleen mogelijk als het aantal microlensjes met dezelfde factor toeneemt. Om dit nadeel te verhelpen, beschrijven Lumsdaine en Georgiev een nieuw ontwerp voor een plenoptische camera, die ze de gefocusseerde plenoptische camera noemen en waarin het microlensarray voor of achter het brandvlak van het oblectief is geplaatst. Daardoor wordt het licht op een andere manier bemonsterd, waardoor een hogere ruimtelijke resolutie mogelijk wordt bij een lagere hoekresolutie. Bij dit ontwerp kunnen beelden met een veel hogere ruimtelijke resolutie worden geherfocusseerd. De lagere herresolutie levert echter wel enkele ongewenste aliasefecten. Een ander ontwerp, dat gebruikmaakt van een goedkope bedrukte film (masker) in plaats van een microlensarray, is in 2007 voorgesteld. Hierbij worden verschillende beperkingen van het microlensarray omzeild, zoals chromatische aberratie en pixelverlies langs de rand, en maakt opnames met een hogere ruimtelijke resolutie mogelijk. Het maskerontwerp levert lichtverlies op in vergelijking met het microlensarray.

### Praktische realisaties
- Een team aan de Stanford-universiteit gebruikt een 16-megapixelcamera met een array van 90.000 microlensjes, zodat elke microlens ongeveer 175 pixels belicht.[5][6]

- Een ontwerp van Adobe gebruikt 19 in een cirkel geplaatste lenzen, en belicht daarmee een sensor van 100 megapixels, zodat elk beeld een resolutie van circa 5 megapixels haalt.[7]

- Een plenoptische camera voor gebruik in industrie en wetenschap, die commercieel wordt aangeboden door een Duits bedrijf, gebruikt een lenzenarray van drie verschillende lenzen met ieder een eigen brandpuntsafstand. Elke microlens levert daardoor drie tot zes beeldpunten op de camerasensor. Daardoor is de effectieve resolutie van de camera een factor 3 tot 6 kleiner dan die van de sensorchip.[8]

- De Amerikaanse onderneming Lytro biedt sinds medio 2011 lichtveldcamera's voor consumentengebruik aan. In 2014 is de tweede generatie uitgebracht, met een resolutie van 40 Megarays.[9]